# Томас, Дуайт
Дуайт Томас — ямайский легкоатлет, который специализируется в беге на короткие дистанции и в барьерном беге.
На международной арене дебютировал в 1998 году, когда стал бронзовым призёром чемпионат мира среди юниоров в беге на 100 метров. Чемпион Ямайки 2002 года на дистанциях 100 и 200 метров. В 2011 году установил рекорд Ямайки на дистанции 110 метров с/б — 13,15. Второе место в эстафете 4×100 метров на первенстве национальной ассоциации студенческого спорта в 2002 году. На Олимпийских играх 2008 года выиграл золотую медаль в эстафете 4×100 метров. Он участвовал только в первом раунде соревнований, в финальном забеге его место занял Усэйн Болт.
Летом 2011 года у Дуайта случилось семейное горе, зарезали его отца. В результате психологической травмы он неудачно выступил на мировом первенстве в Тэгу, на котором в беге на 110 метров с барьерами смог дойти лишь до полуфинала. Занял 2-е место на мемориале Фанни Бланкерс-Кун 2011 года в беге на 110 метров с/б. Выступал на чемпионате мира 2013 года в Москве, но не смог закончить дистанцию в предварительном забеге и тем самым выбыл из борьбы за медали.
Личные рекорды: 60 метров — 6,61; 60 метров с/б — 7,59; 100 метров — 10,00; 200 метров — 20,32.

## Достижения
| Год  | Соревнование                 | Город              | Место | Дисциплина            |
| ---- | ---------------------------- | ------------------ | ----- | --------------------- |
| 1998 | Чемпионат мира среди юниоров | Анси               | 3-е   | 100 метров            |
| 1999 | Панамериканские игры         | Виннипег           | 3-е   | Эстафета 4×100 метров |
| 2000 | Олимпийские игры             | Сидней             | 4-е   | Эстафета 4×100 метров |
| 2002 | Игры Содружества             | Манчестер          | 4-е   | 100 метров            |
| 2004 | Чемпионат мира в помещении   | Будапешт           | 8-е   | 60 метров с/б         |
| 2005 | Чемпионат мира               | Хельсинки          | 5-е   | 100 метров            |
| 2005 | Легкоатлетический финал      | Монако             | 3-е   | 100 метров            |
| 2007 | Чемпионат мира               | Осака              | 2-е   | Эстафета 4×100 метров |
| 2008 | Олимпийские игры             | Пекин              | 1-е   | Эстафета 4×100 метров |
| 2009 | Чемпионат мира               | Берлин             | 7-е   | 110 метров с/б        |
| 2009 | Чемпионат мира               | Берлин             | 1-е   | Эстафета 4×100 метров |
| 2009 | Легкоатлетический финал      | Салоники           | 3-е   | 110 метров с/б        |
| 2010 | Бриллиантовая лига           | Бриллиантовая лига | 2-е   | 110 метров с/б        |